# 門井佐登美
門井 佐登美（かどい さとみ、1975年8月20日-）は、埼玉県出身のアクロバットダンサー。

## 人物
- 身長160cm、51kg　血液型B型
- 体操競技歴10年、ジャズダンス歴10年
- 1993年インターハイ・全日本ジュニア体操競技選手権大会出場
- テーマパークのショーダンサーや2005年大阪ドームで行われた フリースタイルモトクロスイベント「AIR-X」でのT.M.Revolutionのライブバックダンサーなどダンサーとしても活躍。
- 並外れたアクロバット能力とダンスセンスを持っている。
- 抜群の身体能力を活かしてマッスルミュージカルで活躍。マッスルスクールでは人気講師として「ジャズヒップホップダンス」・「体操」を担当していた。現在は「サムライ・ロック・オーケストラ」の一員としても活動中[1]。
- 2009年10月7日にO.Aされた第8回TBS「KUNOICHI」において、小宮理英と共に完全制覇達成。

## マッスルミュージカル
抜群の身体能力を駆使し、男子アクロバットチームに混ざり、女性で唯一世界初のチャイニーズバンジーに挑戦するなど、数々のアクロバット技を披露している。命綱無しで行う空中リングの演技は見るものに衝撃を与えている。

### 出演作品
2006年　
| 公演月日     | 公演名                                   |
| ------------ | ---------------------------------------- |
| 04.22〜05.28 | 2006春公演「M DOGS」（初出演）           |
| 07.15〜09.03 | 2006夏公演「まつり」                     |
| 09.08〜11.07 | 2006 JAPAN TOUR                          |
| 12.15〜12.16 | 2006JAPAN TOURファイナル東京凱旋         |
| 12.28〜12.30 | MUSCLE MUSICAL2006 MAX in 有明コロシアム |
2007年
| 公演月日        | 公演名                        |
| --------------- | ----------------------------- |
| 05.20〜11.11    | 2007ラスベガス公演「MATSURI」 |
| 07.20〜09.9     | 2007夏公演「MATSURI」         |
| 12.22〜08.01.14 | 2007冬公演「The Best」        |　
2008年　
| 公演月日        | 公演名                                        |
| --------------- | --------------------------------------------- |
| 03.19〜04.06    | 2008春休みスペシャル公演「GOLD」              |
| 04.29〜06.08    | 2008ゴールデンウィーク公演「Voyage」          |
| 07,18〜09.07    | 2008夏公演『祭』〜花魁Oiran〜                 |
| 09.13〜09.23    | 2008夏特別公演                                |
| 10.25〜12.14    | 2008秋冬公演『Magicarade(マジカレード)』      |
| 10.28〜11.07    | 2008秋特別三都市公演                          |
| 12.20〜09.01.12 | 年末年始公演『Celebration(セレブレーション)』 |
2009年
| 公演月日     | 公演名                                 |
| ------------ | -------------------------------------- |
| 02.22〜06.14 | 2009公演『TREASURE(トレジャー)』       |
| 06.26        | 2009宇都宮特別公演（宇都宮市文化会館） |
| 07.18〜09.27 | 2009夏公演『祭－MATSURI－』            |
| 10.1〜12.6   | 2009祭公演『花魁Oiran』                |